# Nirmala Srívásztava
Nirmala Srívasztava (született Nirmala Szalve; 1923. március 21. – 2011. február 23.), más néven Srí Matadzsi Nirmala Devi guru nevéhez fűződik a Szahadzsa-jóga, amelyet 1970-ben alapított. Az elkövetkező négy évtizedben a nyilvánosság számára ingyenesen biztosított előadások, programok és beszédek sokaságával Srí Matadzsi azt az elképzelést népszerűsítette, hogy bárki, fajra, etnikai hovatartozásra vagy háttérre való tekintet nélkül meditálhat. Azt állította, hogy  teljes önmegvalósítással született, és egész életében a békéért dolgozott egy olyan egyszerű technika kifejlesztésével és népszerűsítésével, amellyel az emberek elérhetik saját önmegvalósításukat.

## Élete
Csindavárában, Madhja Prades államban, Indiában született hindu apától és keresztény anyától, Praszad és Cornelia Szalvétól, szülei a Nirmala nevet adták neki, aminek jelentése „szeplőtelen”.  Magáról azt vallotta, hogy a teljes önmegvalósítás képességével  született. Apja, aki tizennégy nyelven beszélt, lefordította a Koránt maráthi nyelvre, anyja pedig az első nő volt Indiában, aki diplomát kapott matematikából, kitüntetéssel. Srí Matadzsi a királyi Szatavahana dinasztiából származott. A volt uniós miniszter N.K.P. Szalve volt a testvére, Haris Szalve ügyvéd pedig az unokaöccse. A Szalve családnév egyike az Indiában ismert Szatavahana Marátha klán több családnevének.
Gyermekéveit a családi házban töltötte Nágpurban. Fiatalkorában Mahatma Gandhi ásramjában tartózkodott. Szüleihez hasonlóan ő is részt vett az Indiai függetlenségi mozgalomban, és fiatal nőként, ifjúsági vezetőként 1942-ben börtönbe is került, mert részt vett a Hagyjátok el Indiát mozgalomban. A fiatalabb testvéreiért való felelősségvállalás és a spártai életmód ebben az időszakban a társadalmi igazságosság küzdelmei felé mozdította.  Tanulmányait a Christian Medical College-ban (Ludhijána) és a Balakram Medical College-ban Lahorban végezte.
Nem sokkal India 1947-es függetlenné válása előtt Srí Matadzsi feleségül ment Csandrika Praszad Szrívasztavához, egy magas rangú indiai köztisztviselőhöz, aki később Lal Bahadur Sasztri miniszterelnök mellett volt főtitkár, és akit II. Erzsébet tiszteletbeli lovaggá ütött. Két lányuk született, Kalpana Szrivastava és Szadhana Varma. 1961-ben Nirmala Szrívastava elindította az Ifjúsági Filmtársaságot, hogy nemzeti, társadalmi és erkölcsi értékekre tanítsa a fiatalokat. Tagja volt a Central Board of Film Certificationnak is.

## Szahadzsa-jóga

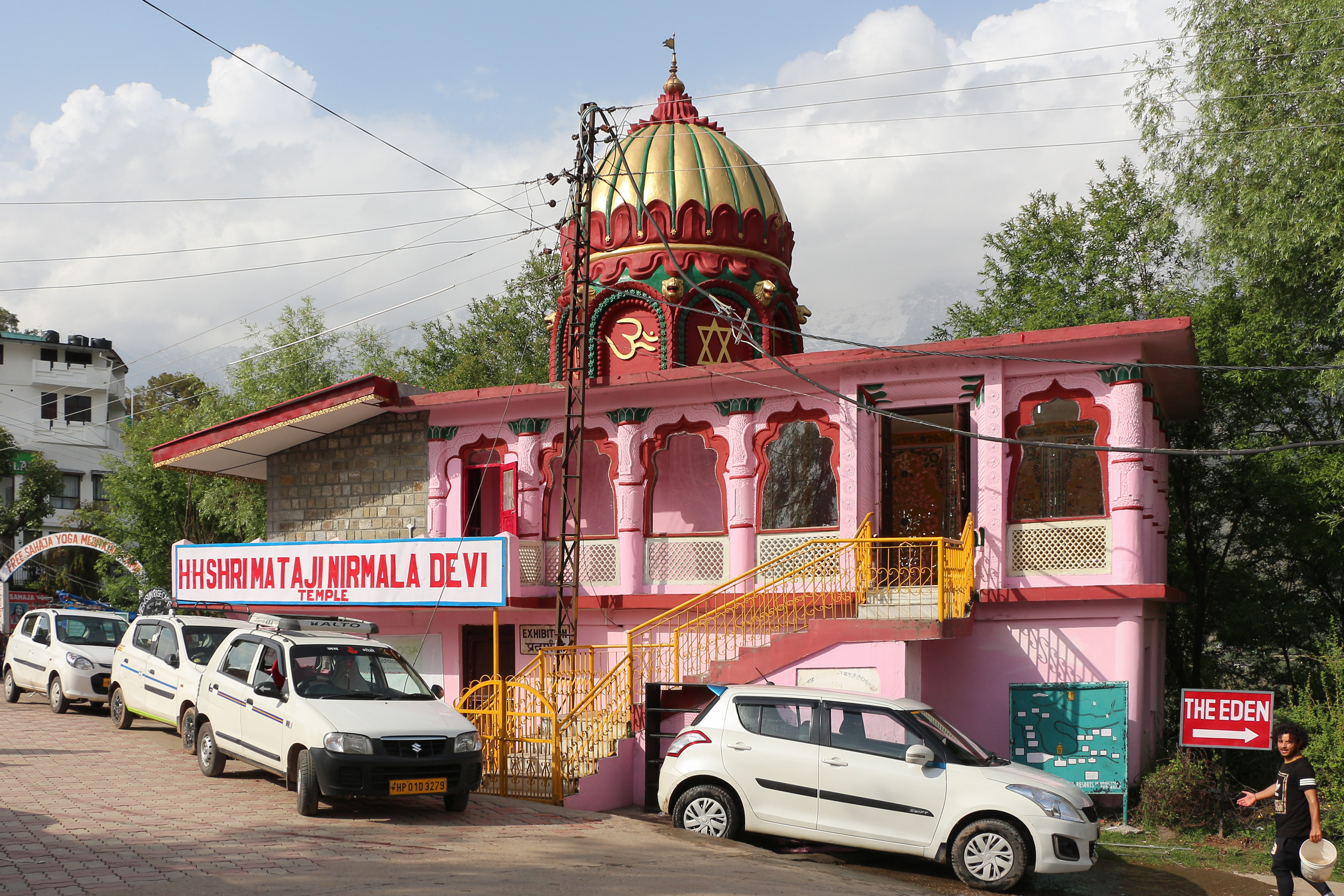
Shri Mataji Nirmala Devi templom Naddi

Nirmala Srivastava 1970-ben alapította meg a Szahadzsa jógát.
Tanítása szerint a meditáció során az igazság keresői megtapasztalják az önmegvalósítás állapotát, amelyet a kundalini felébredése hoz létre, és ezt a gondolatok nélküli tudatosság vagy mentális csend megtapasztalása kíséri. Srí Matadzsi úgy írta le a Szahadzsa-jógát, mint a tiszta, univerzális hitet, amely integrál minden más vallást.

## Későbbi munkái

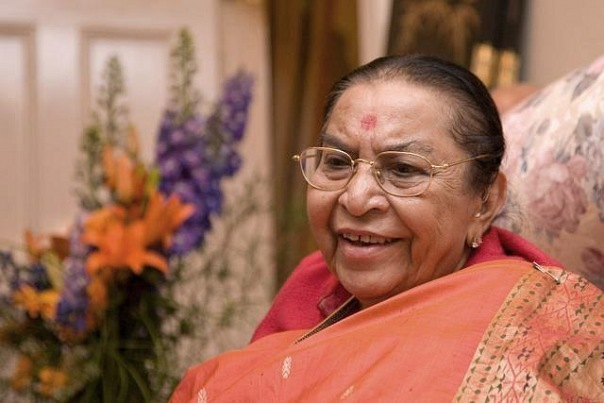
Nirmala Srivastava 2011-ben

2003-ban Delhiben jótékonysági szállót alapított nincstelen nők rehabilitációjára (a Visva Nirmala Prem Ásram). Ugyanebben az évben Nágpurban megalapította a Shri P.K. Salve Kala Pratishthan nemzetközi iskolát a klasszikus zene és a képzőművészet népszerűsítésére.
2004-ig utazásai során számos nyilvános előadást, pudzsát tartott, valamint újságoknak, televíziónak és rádiónak adott interjúkat. 2004-ben hivatalos honlapján bejelentette, hogy befejezte munkáját, és ez után a világ szinte minden országában léteznek Szahadzsa-jóga központok. Továbbra is tartott előadásokat híveinek
Több alkalommal beszélt az alkoholfogyasztás ártalmairól és hogy sokan meggyógyultak a függőségből, amikor a Szahadzsa-jóga segítségével valósították meg magukat.

## Elismerések
- Olaszország, 1986.  "Az év embere" az olasz kormánytól.[29]
- New York, 1990–1994. Négy egymást követő évben az Egyesült Nemzetek Szervezete meghívta, hogy a világbéke elérésének eszközeiről beszéljen..[30]
- St. Peterburg, Oroszország, 1993. A Petrovszkaja Művészeti és Tudományos Akadémia tiszteletbeli tagjává nevezték ki..[31]
- Románia, 1995. A bukaresti Ökológiai Egyetem díszdoktorrá avatta a kognitív tudományok területén.[32]
- Kína, 1995. A kínai kormány hivatalos vendégeként felszólal az ENSZ Nemzetközi Női Konferenciáján.[33]
- Pune, India, 1996. Szent Gianesvára születésének 700. évfordulója alkalmából beszédet mondott a Maharastra Institute of Technology "World Philosophers Meet '96 - A tudomány, a vallás és a filozófia parlamentje" című rendezvényén..[34]
- London, 1997. Claes Nobel, Alfred Nobel rokona, a United Earth elnöke a Royal Albert Hallban tartott nyilvános beszédében méltatta életét és munkásságát.[35]
- Navi Mumbaiban, a Szahadzsa Jóga Egészségügyi és Kutatási Központ közelében egy utat neveztek el a tiszteletére..[36]

## Fordítás
- Ez a szócikk részben vagy egészben  a   Nirmala Srivastava című angol Wikipédia-szócikk ezen változatának fordításán alapul.  Az eredeti cikk szerkesztőit annak laptörténete sorolja fel. Ez a jelzés csupán a megfogalmazás eredetét és a szerzői jogokat jelzi, nem szolgál a cikkben szereplő információk forrásmegjelöléseként.